# Walter Bower
Walter Bower of Bowmaker (Haddington, East Lothian, 1385 – 24 december 1449) was een Schotse kroniekschrijver en abt.
Hij was abt aan de Abdij van Inchcolm in de Firth of Forth vanaf 1418 en was tevens een van de commissieleden die losgeld inzamelden om Jacobus I van Schotland vrij te krijgen. In 1423, 1424 en 1433 bemiddelde hij als ambassadeur in een huwelijk tussen de dochter van de Schotse koning met de dauphin van Frankrijk. Hij speelde een belangrijke rol bij het concilie van Perth (1432) als verdediger van de Schotse rechten.
Zijn belangrijkste werk als schrijver was de bundel Scotichronicon; in het werk refereert hij ook aan de Robin Hood-legende. Bower schreef het werk in de abdij op Inchcolm, die hij had laten verstevigen om te weerstaan aan invallen door Engelse troepen.

## Literaire verwijzingen
- D. E. R. Watt: Walter Bower. In: Oxford Dictionary of National Biography, 2004, Bd. 6, S. 921f.
- Dictionary of National Biography, 1886, Bd. 6, S. 52f., Artikel Walter Bower.

- Bibliothèque nationale de France: cb12107725k (data)
- Gemeinsame Normdatei: 10096480X
- International Standard Name Identifier: 0000 0000 8367 8968
- Library of Congress Control Number: n88653877
- Nederlandse Thesaurus van Auteursnamen: 074007564
- SNAC: w6jx8bns
- Système universitaire de documentation: 029453119
- Trove: 1201201
- Virtual International Authority File: 29564635
- WorldCat: E39PBJjxy4pwdWVQXM4Vg9mKh3